# What's the Pressure
«What's the Pressure» (укр. Що за тиск?)  — пісня бельгійської співачки Лаури Тесоро, з якою вона представляла Бельгію на   Євробаченні 2016 в Стокгольмі, Швеція.

## Чарти
| Чарт (2016)                 | Найвища позиція |
| --------------------------- | --------------- |
| Бельгія (Ultratop Flanders) | 2               |